# Филиппсон, Мартин
Мартин Эммануэль Филиппсон (нем. Martin Emanuel Philippson; 1846—1916) — немецкий историк и общественный деятель.

## Биография
Мартин Эммануэль Филиппсон родился 27 июня 1846 года в городе Магдебурге в семье еврейско-немецкого общественного деятеля, писателя, борца за равноправие евреев раби Людвига Филиппсона. Учился на историческом факультете Берлинского университета.
Окончив университет в 1868 году, он по 1870 год состоял преподавателем в Берлинской еврейской нормальной школе, а затем поступил во время Франко-прусской войны добровольцем в армию. После заключения мира Филиппсон стал читать, в качестве приват-доцента, историю нового времени в Боннском университете.
В 1875 году Мартин Филиппсон был назначен экстраординарным профессором после того, как опубликовал ряд выдающихся работ по французской и испанской истории эпохи Генриха IV, Людовика XIV и Филиппа II. Избранный ординарным профессором в нескольких немецких университетах, Филиппсон не был утвержден правительством, не желавшим, чтобы еврей занимал кафедру новой истории.
В 1878 году Филиппсон стал ординарным профессором в Брюсселе, где читал свой известный курс по истории контрреформации и гегемонии Франции (труды эти опубликованы и переведены на многие языки, включая русский). В качестве ректора Брюссельского университета, Филиппсон имел конфликт со студентами, настроенными враждебно к «немецкому» профессору, и в 1891 году, после повторных резких столкновений с ними, Филиппсон подал в отставку и поселился в Берлине, где посвятил себя всецело общественной деятельности в интересах немецких евреев.

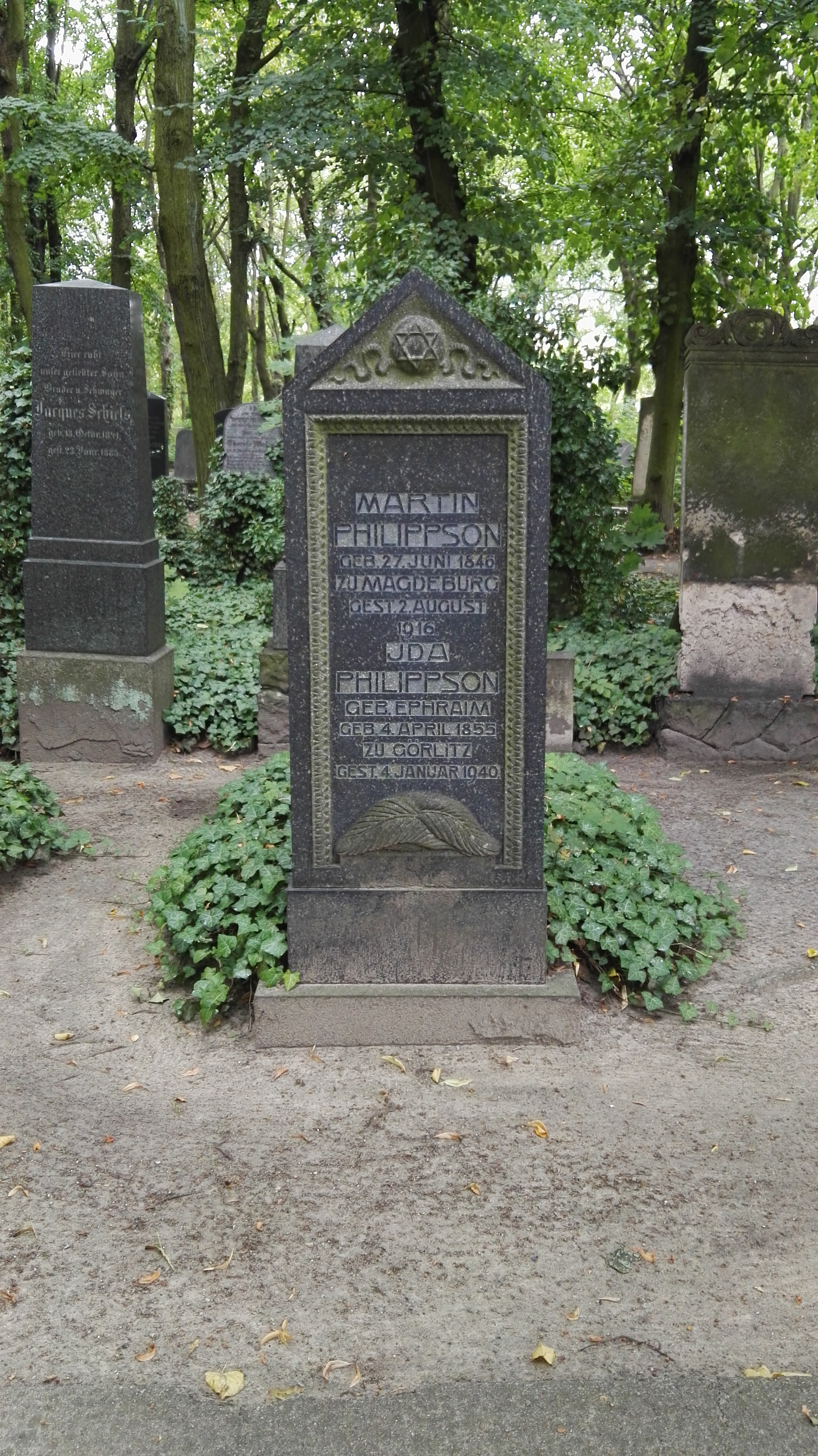
Могила Ф.

Мартин Филиппсон состоял председателем Gesellschaft zur Förderung der Wissenschaft des Judenthums (Общество содействия науке иудаизма), котоpoe было основано отчасти благодаря его щедрым пожертвованиям; кроме того, Филиппсон руководил Немецко-еврейским союзом общин (Deutsch-israelitischer Gemeindebund), Verband der deutschen Juden (Ассоциация немецких евреев), Lehranstalt für die Wissenschaft des Judenthums (Школа науки иудаизма) и многими другими общественно-научными еврейскими учреждениями.
Заслуги Филиппсона были отмечены членством в Бельгийской академии наук и Мадридском историческом обществе.
Кроме значительного числа работ по Новой истории Западной Европы, отличающихся как оригинальностью и свежестью мысли, так и изяществом изложения, Филиппсон написал также трёхтомную историю евреев со времени Великой французской революции: «Новейшая история еврейского народа» («Neueste Geschichte des jüdischen Volkes»; 1907—1911); третий том был отведен истории евреев в России. Этот труд Филиппсона ниже его работ по истории реформации и контрреформации; в нем он является не столько оригинальным мыслителем и исследователем первоисточников, сколько талантливым популяризатором, не всегда свободным от предвзятых мнений и тенденций. 
Кроме того, Филиппсон помещал статьи в различных еврейских периодических изданиях и вёл ежегодное обозрение истории евреев в «Jahrbuch» Verein’а für jüdische Gesch. und Literatur.
Мартин Эммануэль Филиппсон умер 2 августа 1916 года в городе Берлине.